# 漢密爾頓 (紐約州)
漢密爾頓（英語：Hamilton）是一個位於美國紐約州麥迪遜縣的鎮。

## 人口
根據2020年美國人口普查的數據，漢密爾頓的面積為107.44平方千米，當中陸地面積為107.14平方千米，而水域面積為0.30平方千米。當地共有人口6379人，而人口密度為每平方千米59人。